# شب‌های شغال
شب‌های شغال (عربی: ليالي ابن آوى، ت. «Nights of the Jackal») یک فیلم به کارگردانی عبداللطیف عبدالحمید است که در سال ۱۹۸۹ منتشر شد. از بازیگران آن می‌توان به بسام کوسا اشاره کرد.